# Obraz Matki Bożej Pocieszenia w Juszczynie

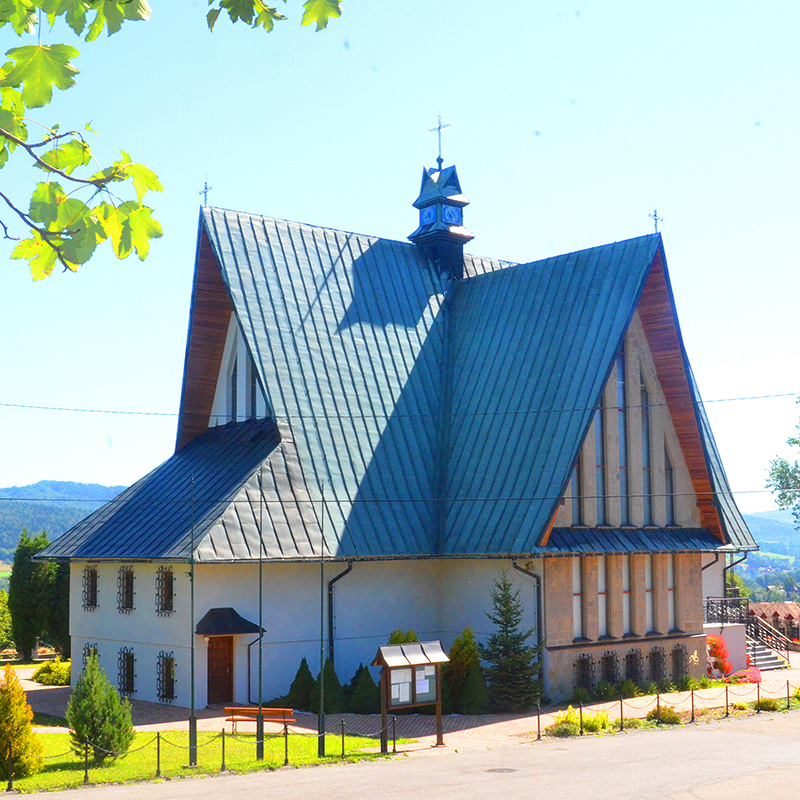
Kościół parafialny w Juszczynie, w którym od lat 70. mieści się obraz Matki Bożej Pocieszenia

Matka Boża Pocieszenia w Juszczynie – wizerunek Maryi z dzieciątkiem Jezus znajdujący się nad ołtarzem głównym kościoła parafialnego w Juszczynie, otoczony kultem religijnym.

## Historia
Obraz został namalowany przez nieznanego malarza w 1834 roku. Początkowo znajdował się w małej kapliczce zbudowanej przez mieszkańców. W połowie XX wieku mieszkańcy wsi wybudowali większą kaplicę, mieszczącą około 250 osób. Stara kapliczka posłużyła jako przedsionek nowej, którą wybudowano w odpowiedzi na zwiększającą się liczbę parafian. Budowy nowego kościółka we wsi podjął się w latach 1977–1986 ks. Stanisław Lejawka, pierwszy proboszcz parafii, wraz z wiernymi. W roku 1978 na miejscu kaplicy poświęcono kamień węgielny pod budowę kościoła. Nową parafię pod wezwaniem Matki Bożej Pocieszenia erygowano w 1982 roku. 22 lutego 1986 roku proboszcz Stanisław Lejawka został przeniesiony do duszpasterstwa w krakowskim Starym Bieżanowie. Stamtąd natomiast do Juszczyna przybył ks. Adolf Chojnacki, był gorącym zwolennikiem ochrony środowiska, rozwoju samorządności oraz dbania o dziedzictwo kulturowe we wsi. Wybudował tuż przy kościele plebanię. W październiku 1993 roku proboszcz Adolf Chojnacki wyjechał z Juszczyna i podjął pracę duszpasterską najpierw w Rumunii, a potem na Ukrainie. W 1993 roku proboszczem juszczyńskiej parafii został ks. Franciszek Truty. Z jego, a także wiernych inicjatywy działały bractwa różańcowe. 19 października 1997 roku ks. kardynał Franciszek Macharski dokonał konsekracji świątyni i ołtarza, przy którym złożył Najświętszą Ofiarę za budowniczych kościoła. Z okazji konsekracji świątyni obraz Matki Bożej Pocieszenia został odnowiony i osadzony w nowych drewnianych ramach z pozłacanymi dekoracjami. Ks. proboszcz Franciszek Truty odszedł na emeryturę w 2005 roku. Następnie funkcję proboszcza parafii w Juszczynie pełnił ks. Władysław Rusnak. Kontynuował on działalność duszpasterską swojego poprzednika. 5 sierpnia 2007 roku w kościele odprawiona została Msza Święta „Jubileuszowa” dziękczynna za dar 25-lecia kapłaństwa ks. proboszcza Rusnaka. Dwa dni później miało miejsce nabożeństwo, któremu przewodniczył  ks. kard. Franciszek Macharski z okazji 25-lecia założenia parafii oraz 10 rocznicy konsekracji świątyni.

## Opis
Obraz przedstawia siedzącą Maryję, trzymającą oburącz stojącego na Jej kolanach Jezusa, z rączką uniesioną w geście błogosławieństwa. Wizerunek  Matki Bożej z Dzieciątkiem, tzw. Madalskiej, nazywanej też Madonną Żywiecką nawiązuje wyraźnie do pięknych Madonn mistrzów włoskich. Maryja ma niebieskie oczy i ciemnobrązowe włosy, na głowie ozdabia biała łoktusza. Ubrana jest w czerwoną szatę z granatowym płaszczem. Głową jest przechylona do Jezusa. Jezusek ma niebieskie oczy i jasne brąz włosy. Jest ubrany tiulem, pochylony jest główką do Matki Bożej, Jezus trzyma w lewej ręce gruszkę: owoc symbolizujący słodycz matczynej miłości Maryi oraz poświęcenie jej kobiecości na ofiarę Bożego Macierzyństwa. Obie postacie mają aureole dokoła głowy, które symbolizują ich świętość. Tło jest w kolorze czerni. U góry obrazu widnieje staropolska inskrypcja: „Najświętrza Maria P. Pocieszna” (Najświętsza Maria Pani Pocieszna).

## Teorie na temat powstania obrazu
Obraz powstał w XIX wieku. Jest kilka podobnych wizerunków znajdujących się na terenach Żywca, takich jak: Matka Boża Pocieszenia w Świnnej Porębie (niedaleko Mucharza i Wadowic ), obrazy Matki Bożej Pocieszenia w żywieckim muzeum miejskim. Istnieje hipoteza, iż autor obrazu pochodził z terenów Żywca. W czasie utworzenia wizerunku w terenach żywieckich malował w stylu podobnym do stylu obrazu artysta Andrzej Madalski. Za potwierdzenie teorii namalowania obrazu przez Madalskiego może świadczyć to, iż ten artysta wzbogacał obrazy tzw. „Madonny Żywieckiej”, białą łoktuszą, którą malował na głowie Maryi.

## Galeria

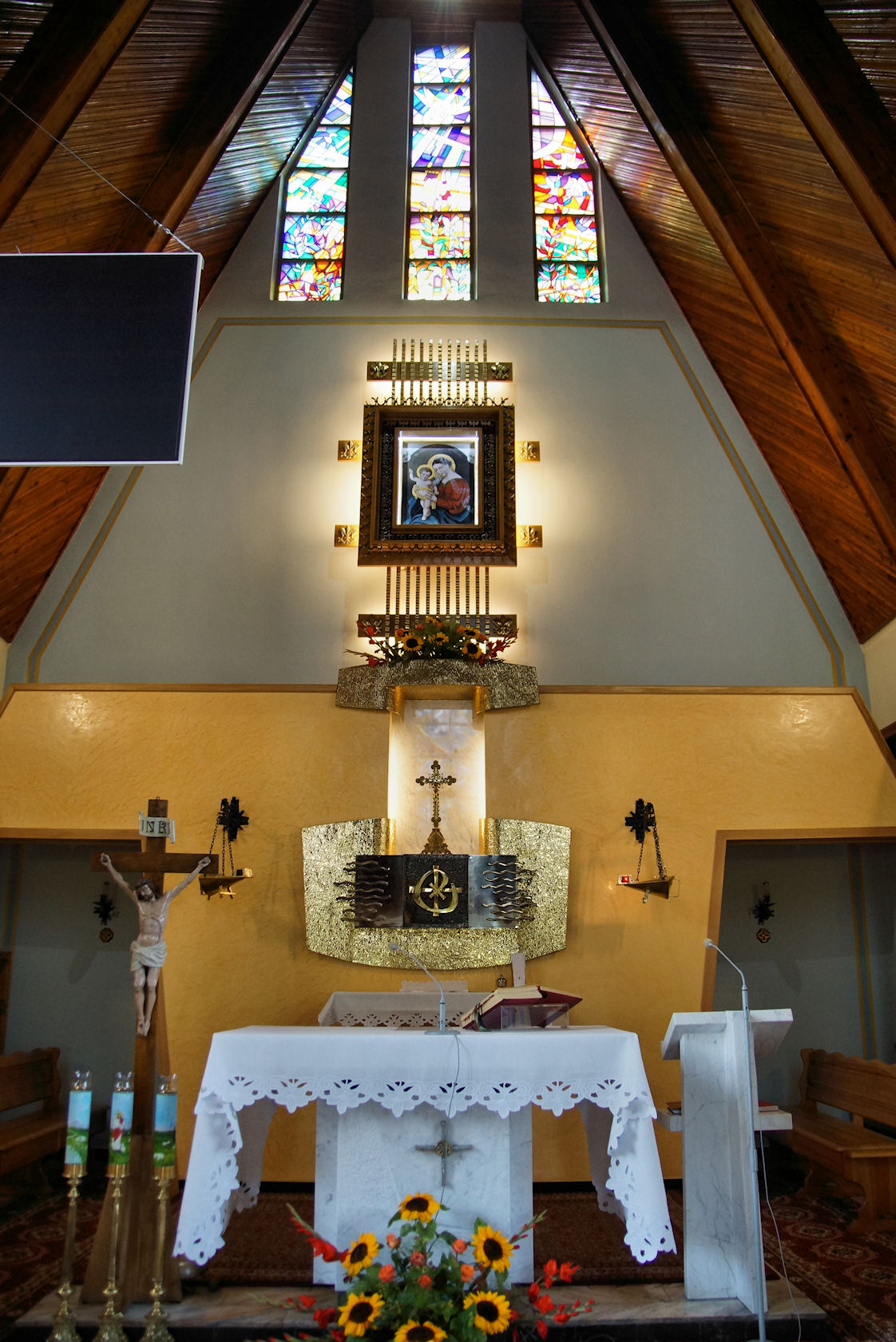
Ołtarz główny kościoła parafialnego w Juszczynie z obrazem Matki Bożej Pocieszenia
Matka Boża Pocieszenia w Sejnach, najprawdopodobniej autorstwa Andrzeja Madalskiego
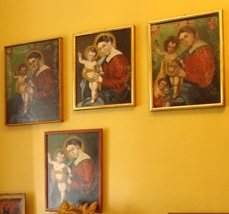
Obrazy Matki Bożej Pocieszenia na jednej z wystaw w muzeum żywieckim (obrazy na czarnym tle autorstwa Andrzeja Madalskiego, a na zielonym Wincentego Chrząstkiewicza)
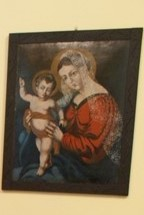
Obraz Matki Bożej Pocieszenia na jednej z wystaw w muzeum żywieckim autorstwa Andrzeja Madalskiego
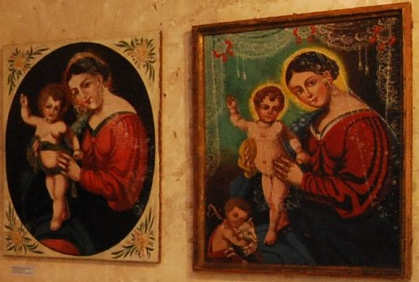
Obrazy Matki Bożej Pocieszenia na jednej z chwilowych wystaw w muzeum żywieckim (obraz na czarnym tle autorstwa Andrzeja Madalskiego z 1830, a na zielonym Wincentego Chrząstkiewicza)